# Швецов Костянтин Іванович
Швецов Костянтин Іванович — викладач математики, кандидат фізико-математичних наук, доцент, директор Станіславського педагогічного інституту (1950—1953 рр.).

Народився в місті Пирятин Полтавської області в селянській родині. 
«Батько до революції (1917 р.), — писав у автобіографії К. І. Швецов, — займався сільським господарством і працював ковалем. Мав хату та присадибну ділянку (300 кв. сажнів). Після революції займався тим же. У 1929 р. вступив до колгоспу, де пропрацював до 1932 р. З 1932 р. по вересень 1941 р. — службовець. Під час німецької окупації працював ковалем у місті Пирятин, пізніше там же у колгоспі. Мати до революції та після неї до 1924 р. працювала у сільському господарстві, пізніше — відповідальним працівником у районах Харківської та Полтавської областей. Перед початком Великої вітчизняної війни займала посаду завідувача Корольського районного відділу охорони здоров'я Полтавської області. 18 травня 1942 р. розстріляна фашистами».
Закінчивши в 1928 р. Пирятинську семирічну школу, до 1930 р. навчався у професійній школі цього міста. Після цього вступив на фізико-математичному факультет Харківського університету, який закінчив у 1934 р. У 1934—1935 рр. працював учителем середньої школи в містечку Золочеві Харківської області та в місті Хоролі Полтавської області. У 1935 р. вступив до аспірантури Харківського інституту математики і механіки, яку закінчив у 1938 р., захистивши дисертацію. У 1936—1939 рр. — асистент кафедри математичного аналізу, доцент (з 1940 р.), декан фізмату і заступник директора інституту з наукової і навчальної роботи. З 1941 р. до 1945 р. — воював у рядах Червоної армії, демобілізований у ранзі капітана.
У 1945—1946 рр. — доцент Київського технологічного інституту харчової промисловості. З 1946 р. по листопад 1950 р. — завідувач кафедри математики Полтавського педінституту, заступник директора із заочного навчання та секретар парторганізації інституту. З 1 листопада 1950 р. до 9 жовтня 1953 р. — директор Станіславського педагогічного інституту та завідувач кафедри математики.

###### Діяльність на посаді директора Станіславського педагогічного інституту
За час керівництва К. І. Швецова навчальним закладом було остаточно закінчено відбудову головного навчального корпусу, гуртожитків, зросла чесельність викладацького колективу та його науковий потенціал. Так у 1952—1953 навчальному році працювало 50 викладачів, з них 10 доцентів і кандидатів наук.
Після роботи в Станіславі К. І. Швецов працював у Херсонському та Миколаївському педінститутах. У 1964 р. захистив докторську дисертацію «Історія математики в Росії, Україні та Білорусії з давніх часів до початку XVIII ст.»., у 1965 р. отримав звання професора. З 1966 р. — займав посаду завідувача кафедри економічної кібернетики Київського університету ім. Т.Шевченка.

## Праці
- Вірченко Н. О., Ляшко І. І., Швецов К. І. Графіки функцій. Довідник. — Київ : Наукова думка, 1977.(укр.)